# Times Union Center
Times Union Center – hala sportowo-widowiskowa w amerykańskim mieście Albany w stanie Nowy Jork. Jest domowym obiektem drużyn Albany River Rats (AHL), Albany Firebirds (af2) oraz męskiego zespołu koszykarskiego Siena College. 

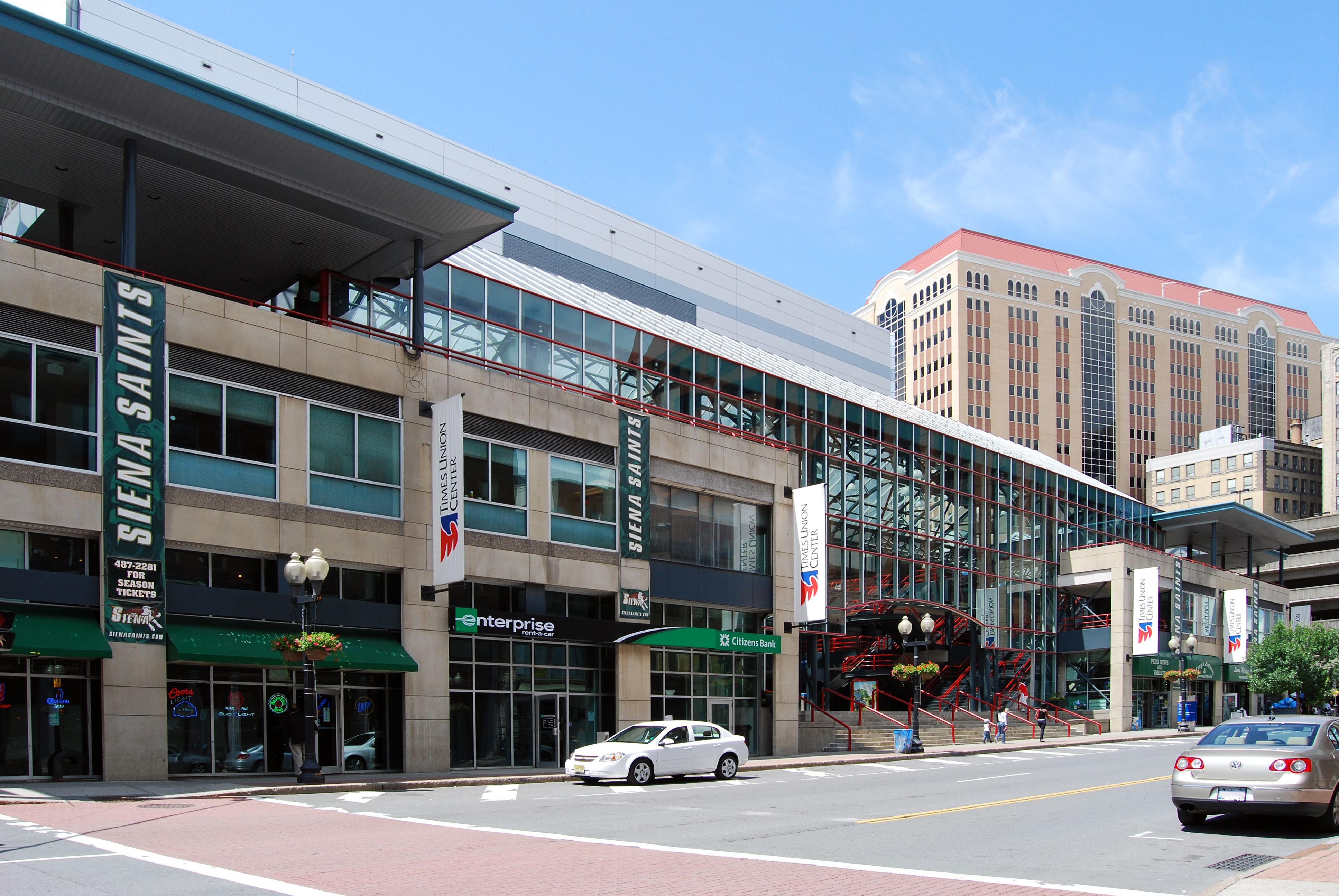
Widok na halę z Pearl Street

Budynek został zaprojektowany przez Crozier Associates i wybudowany przez Beltrone/MLB. Jego koszt wyniósł 68,6 milionów dolarów, a pojemność wynosi 17 500. W arenie znajduje się również 25 luksusowych lóż, z których każda posiada 16 miejsc, telewizję kablową, prywatną łazienkę i lodówki. 
Times Union Center została otwarta jako Knickerbocker Arena 30 stycznia 1990 roku koncertem Franka Sinatry.
Prawa do nazwy zostały w 1997 roku sprzedane Pepsi, dlatego w latach 1997-2006 obiekt nosił nazwę Pepsi Arena. W maju 2006 roku prawa nabyła Times Union, regionalna gazeta, a 1 stycznia 2007 roku arenie nadano nową nazwę, Times Union Center. 

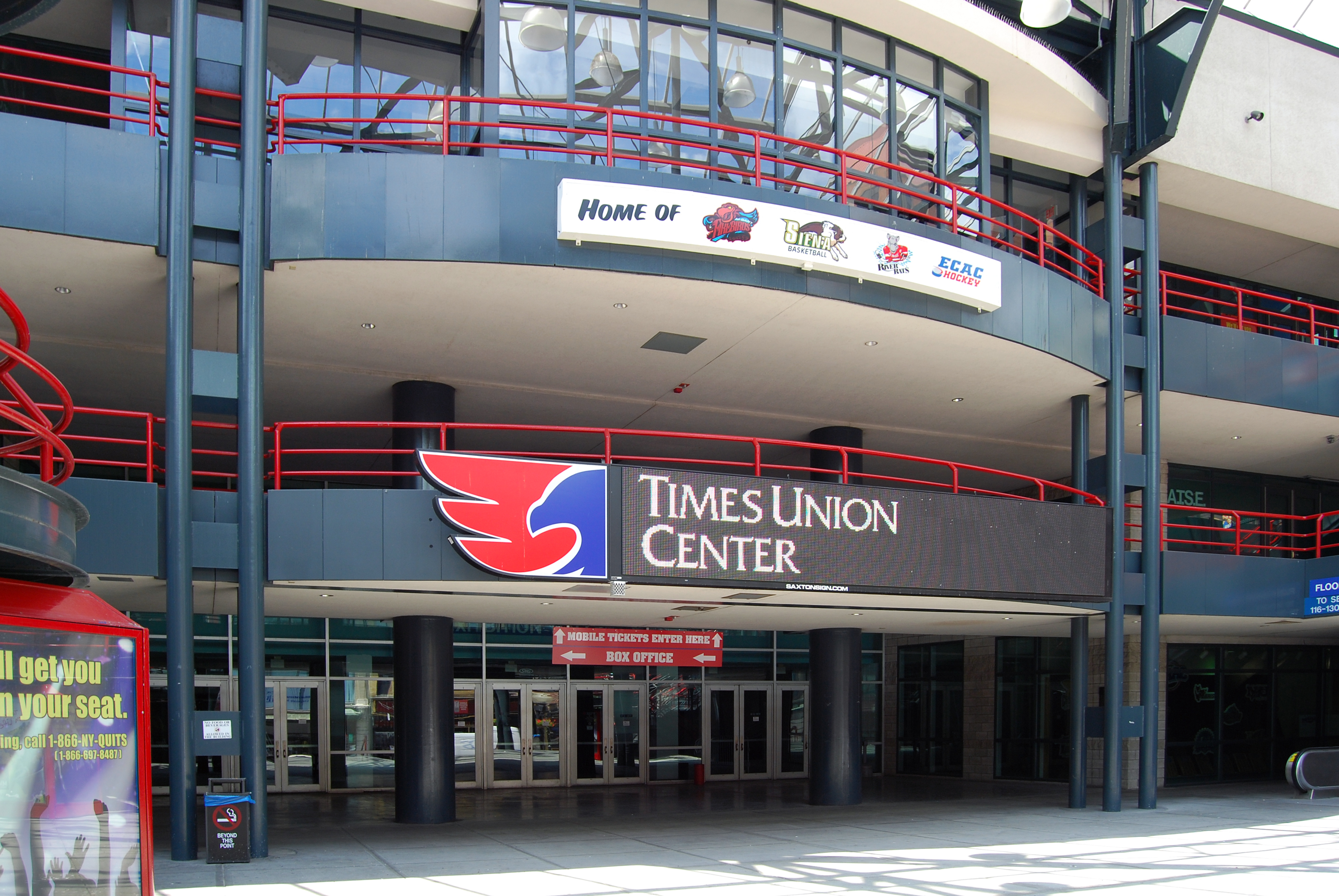
Wejście do Times Union Center.

W przeszłości arena była domowym obiektem drużyn Indiana Firebirds (AFL), Albany Patroons (CBA), Albany Choppers (IHL), Albany Attack (NLL) oraz New York Kick (NPSL).
W Times Union Center miało miejsce wiele wydarzeń WWE, w tym: Royal Rumble (1992), No Mercy (2000), New Year's Revolution (2006), ECW on Sci Fi (2007), SmackDown! (2007), SummerSlam (2007), WWE Monday Night Raw (2008) i Total Nonstop Action Wrestling (2008).
W haloe odbywa się każdego roku wiele koncertów, a wśród artystów, którzy w niej wystąpili są m.in.: Ariana Grande, The Grateful Dead, Céline Dion, Shania Twain, Britney Spears, Dixie Chicks, Tim McGraw, Faith Hill, U2, Bruce Springsteen, Justin Timberlake, Christina Aguilera, Metallica, Destiny’s Child, New Found Glory, Dashboard Confessional, Chris Brown, Busta Rhymes, Billy Joel, Genesis, Miley Cyrus, Carrie Underwood, Alice in Chains oraz AC/DC.